# 光 (銀杏BOYZの曲)
「光」（ひかり）は、銀杏BOYZの2枚目のシングル。初恋妄℃学園から2007年11月21日に発売。オリコン最高ランキング7位。PV監督は、峯田和伸と木本健太。

## 曲目
1. 光
  - 2006年9月のライブでバンドとして初演奏。アルバム『DOOR』収録の楽曲「人間」の続編として作られた曲。
2. ナイトライダー

全曲作詞作曲：峯田和伸

## 参加ミュージシャン
- Dr.kyOn（BO GUMBOS）